# 卸売スーパー
卸売スーパー（おろしうりスーパー）は北海道札幌市など道央圏を中心に出店する有限会社卸売スーパーが運営しているスーパーマーケットチェーングループおよびディスカウントストア。旧屋号はりんごハウスで、現在は店舗グループとして「りんごハウスグループ」の名称が使用されている。全日食チェーン加盟企業。

## 概要
道央圏を中心に店舗展開し、自社直営のみならず、道央圏以外を中心にフランチャイズ経営している生鮮スーパーマーケット。販売スタイルはディスカウント販売を軸に生鮮・一般食品・花卉類を販売しており、小型店舗でも容量の多い業務用調味料がおかれている。大手スーパーマーケットにみられる調理器具・食器・洗剤などの日用品の販売はしていない。新規店舗は居抜き出店が多い。

## 沿革
- 1975年（昭和50年） - 屋号をりんごハウスとして創業。
- 2000年（平成12年） - 屋号を卸売スーパーに変更。
- 2005年（平成17年）6月 - 手稲サティ跡に卸売スーパー手稲店を開店
- 2005年（平成17年）11月 - フランチャイズ経営を導入、翌年、釧路市と釧路町に初めてのフランチャイズ店舗を開店。
- 2010年（平成22年）4月 - コジマ平岡店跡にアウトレット卸売スーパー 平岡店を開店。
- 2011年（平成23年）7月 - JJ CLUB 100札幌美しが丘店跡に買いだめ市場卸売スーパー美しが丘店を開店。
- 2012年（平成24年）5月20日 - 月寒店、手稲店閉店（手稲店は移転、後述）。
- 2012年（平成24年）5月31日 - ダイエー手稲店・ヤマダ電機手稲店跡に卸売スーパー現金問屋手稲店を開店。
- 2022年（令和4年）3月27日 - 北郷店閉店[1]。

## 特徴
生鮮食料品・一般食料品・花卉類に特化して、日用品などの販売をしていない特殊な形のスーパーマーケットである。特に生鮮部門（青果・鮮魚・食肉）は、道内屈指の低価格販売企業である。

### 派生業態
アウトレット卸売スーパー
食料品のアウトレットモールをテーマとして販売するスタイル。アウトレット品には、メーカー、卸し問屋在庫・季節外れ商品・キズあり、不揃いなどのB級品・賞味期限切れ間近の商品などがある。
買いだめ市場卸売スーパー
業者向けの食料品問屋をテーマとして一般消費者に販売するスタイル。主にケース販売などの大量販売を主体として扱うが小売もする。「買いだめ」という店名だが日替わり特価品は1人あたりの販売数が限定される。かつての店舗「食品現金問屋 安心屋」の経営ノウハウを集約して開店。
卸売スーパー現金問屋
旧卸売スーパー手稲店で確立した広面積での運営ノウハウを活かして更に広い店舗面積を構える、それまで小規模店舗で展開されていた卸売スーパーでは新しいスタイル。従来の、地域最安値や特売を前面に押し出した営業方針とは違い、平均的な値段で客に長く利用してもらえるような店舗運営を目指している。

## 店舗エリア

### 直営店舗

#### 卸売スーパー
- 北42条店 - 札幌市東区北42条東9丁目1-5
  - オートハローズ北42条店跡にりんごハウス北42条店として出店。後に現在の形になる。
- 新さっぽろ店 - 札幌市厚別区厚別中央2条5丁目4-1
  - マルイマート→黒潮市場→がんばる市場→富士ガーデン新札幌駅前店跡に出店。
- 美唄店 - 美唄市東2条南1丁目1-1
  - りょーゆーが運営する美唄店をまずは卸売スーパーのフランチャイズとして開店。りょーゆーのスーパー事業撤退により、津司が直営化。
- 岩見沢店 - 岩見沢市北3条西10丁目
  - りょーゆー鉄北店跡に出店。
- 清田店 - 札幌市清田区清田2条2丁目15-1
  - 2019年5月9日にカラオケ店「キャッツアイ清田2条店」跡に出店[4]。

#### アウトレット卸売スーパー
- 平岡店 - 札幌市清田区平岡9条1丁目1-10
  - コジマEXEO平岡店跡に2010年（平成22年）4月2日に開店。

#### 卸売スーパー現金問屋
- 手稲店 - 札幌市手稲区前田4条7丁目1-1（本社併設）
  - 2012年（平成24年）5月31日にダイエー手稲店・ヤマダ電機手稲店跡に居抜き出店。店舗面積は6,750m2で、最大の店舗面積を誇る大型店舗。また、初めて直営のフードコート「馬鹿値食堂」も併設している[2][3][5][6]。

### フランチャイズ加盟店
卸売スーパー公式サイトにおける店舗名と異なるものもあるが、各社の公式サイトにおける店舗名で記載する。
- 株式会社萩見総合食品センター
  - ユアーズ卸売スーパー富岡店 - 稚内市富岡2丁目1-21
  - ユアーズ卸売スーパー中央大壹店 - 稚内市中央5丁目3-10

### 店舗ギャラリー

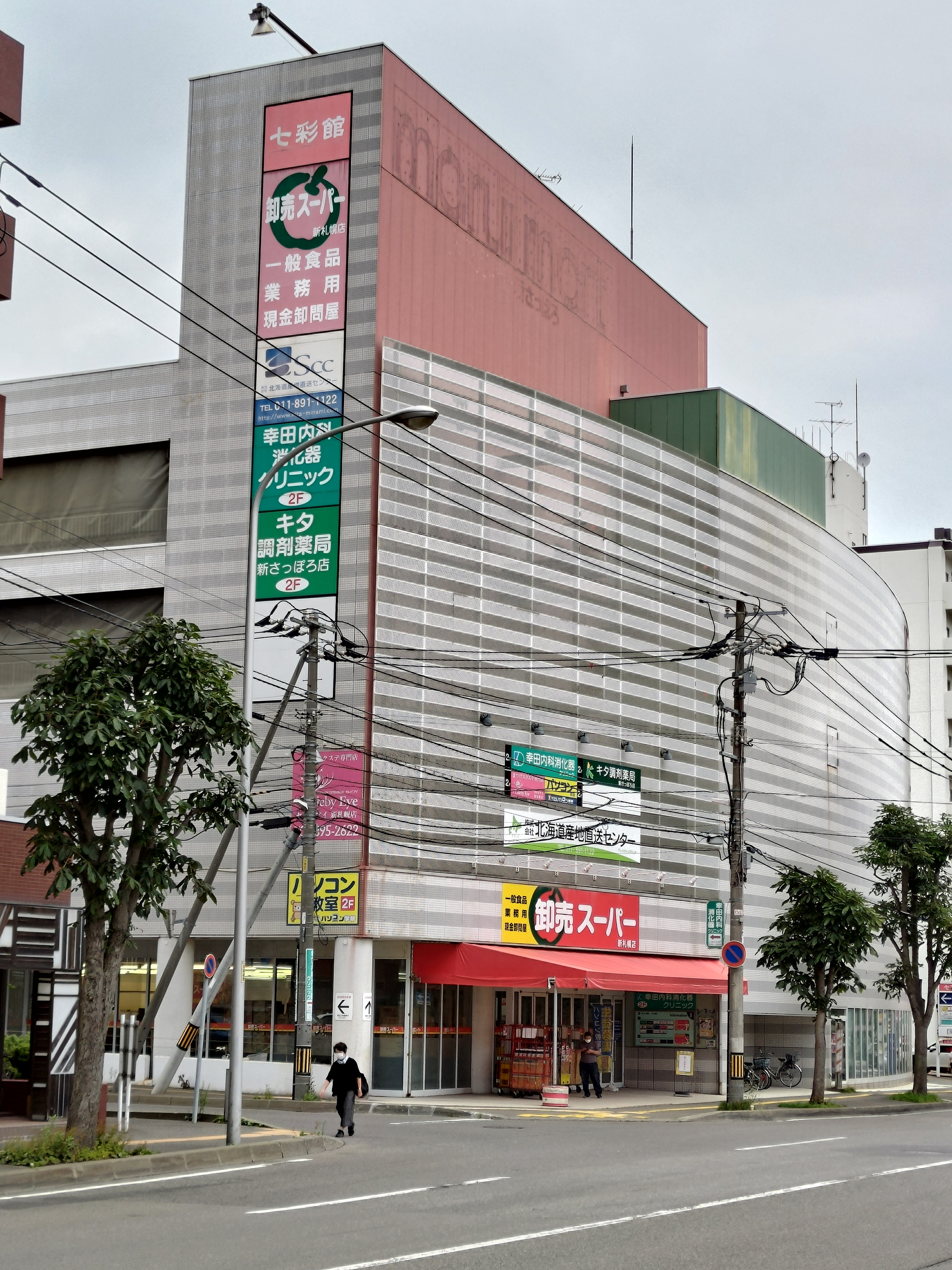
卸売スーパー新札幌店（2022年9月）
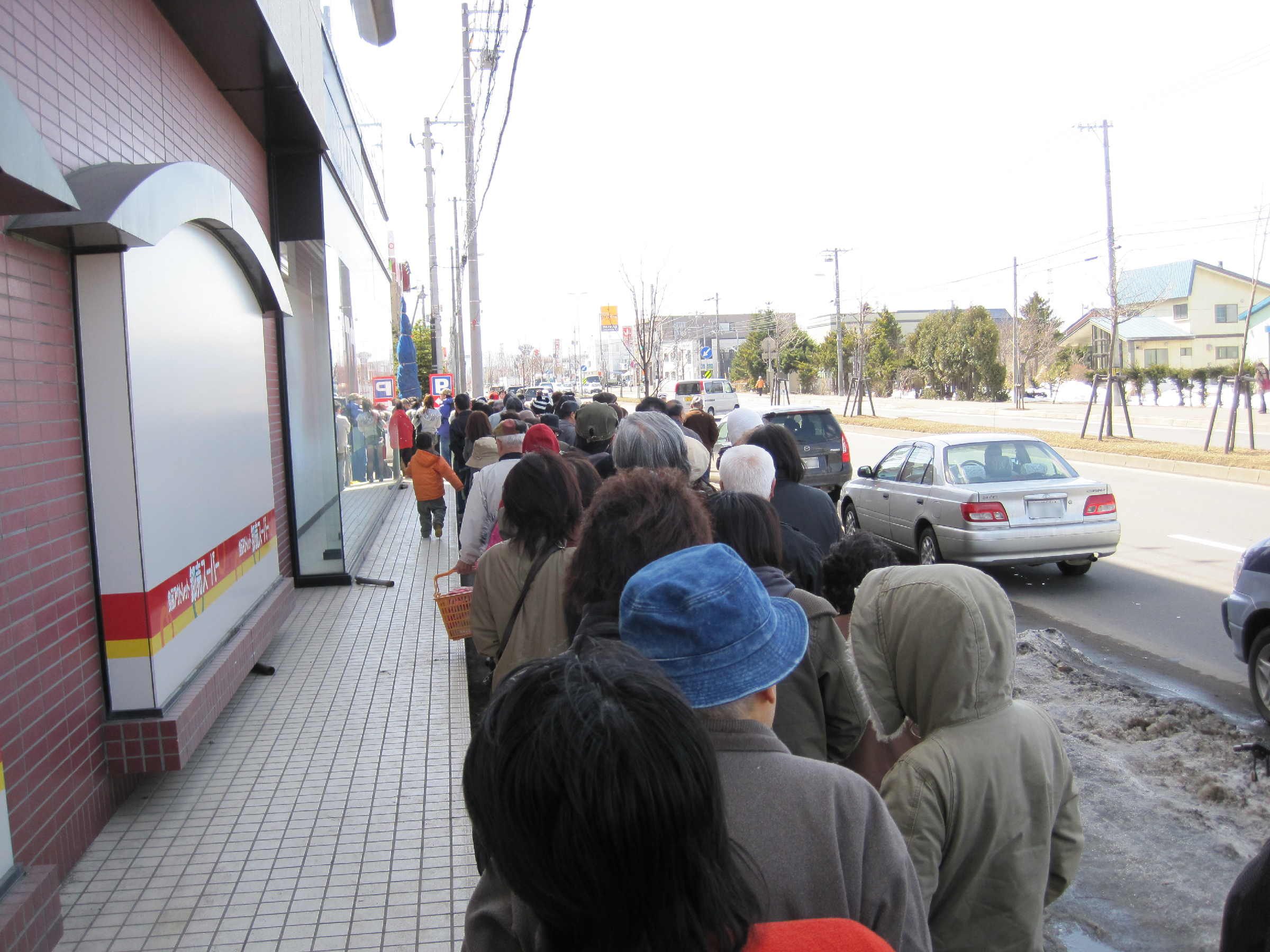
アウトレット卸売スーパー平岡店（2010年4月、開店日）

## 別ブランドに転換・閉店した店舗

### 直営店
- 川下店（2010年3月22日閉店）
  - 2003年（平成15年）9月、サンデー札幌川下店跡に「食品現金問屋 安心屋」としてオープン。後に卸売スーパーに改装。
- 月寒店（2012年5月20日閉店）
  - 住居部分が併設（津司邸宅）された店舗であり、起業した場所。
  - 撤退後は、スーパーマーケットのサンウエル月寒店[7]が6月に居抜き出店で開業したものの、これも2023年10月31日に閉店した[8]。
- 手稲店（2012年5月20日閉店）
  - マイカル北海道（当時）[注 1]が運営していた手稲サティ跡に、2005年（平成17年）6月に居抜き出店（店舗面積:4,290m2）。それまでは小規模の店舗を展開していた卸売スーパーでは初の大型店舗であった。2012年（平成24年）5月に、同区前田のダイエー手稲店・ヤマダ電機手稲店跡に「卸売スーパー現金問屋」として移転開業[2]。
- 美しが丘店（2019年4月21日閉店[4]） - 札幌市清田区美しが丘4条6丁目2-1
  - コープさっぽろ美しが丘店→JJクラブ100札幌美しが丘店→丸井今井配送センター跡に「買いだめ市場卸売スーパー」として、2011年（平成23年）7月1日に開店。当店閉店後、後継店舗として清田店を開店した。
- 北郷店 - 札幌市白石区北郷8条4丁目8-15
  - スーパージョイ北白石店跡にりんごハウス北郷店として出店。後に現在の形となったが、2022年3月27日に閉店[1]。

### FC店
- 千歳店（2011年12月31日閉店）
  - JR北海道千歳駅近く、パチンコパーラードーム千歳店跡に2009年（平成21年）10月1日出店。道央圏唯一のフランチャイズ店舗だったが、フランチャイズ会社の都合により閉店。店舗跡は正栄プロジェクト運営の女性向けパチスロ店「クラブイーグル千歳店」が2014年（平成26年）4月24日に開業[9]。
- 有限会社スーパーヒロセ（2013年3月31日にFC脱退したが、協力関係は継続している。）
  - 鳥取店
    - 2006年6月、ビッグフーズひろせから業態転換する形で出店。FC脱退後は再び「ビッグフーズひろせ」として営業を続けていたが、老朽化により2022年3月に閉店[10]。

  - 睦店
    - 2006年6月、同社が運営していたブックシティナウ跡に出店。FC脱退後は「激安スーパーヒロセ睦店」として営業、関連会社の株式会社Bae（ベイ）が運営している[10]。

  - 白樺店
    - 2010年8月、同年1月に倒産した地元スーパー妹尾商店のセオチェーン白樺ストアー跡に出店。FC脱退後も営業を続けていたが、老朽化により2020年2月に閉店[11]。
- 合名会社あいちょう
  - 美原店
    - 卸売スーパーのフランチャイズではないが、2016年2月から6年間出店していた[12]。

  - 卸売スーパーあいちょう芦野店 - 釧路市芦野1丁目1-7
  - 卸売スーパーあいちょう星が浦店 - 釧路市星が浦大通2丁目7-1
    - 美原店営業当時より上記2店は卸売スーパーのフランチャイズで営業していたものの、2022年6月をもってフランチャイズ契約を解消した。但し、協力関係は継続している[13]。
- 株式会社こしん
  - スーパーマルヨこしん（卸売スーパーこしん枝幸店） - 枝幸郡枝幸町新栄町640
  - なお同社では、卸売スーパーのフランチャイズではない店舗も運営している。（道の駅店と音威子府店）[14][15]
    - 時期は不明だが、フランチャイズ契約を解消した。但し、協力関係は継続している。

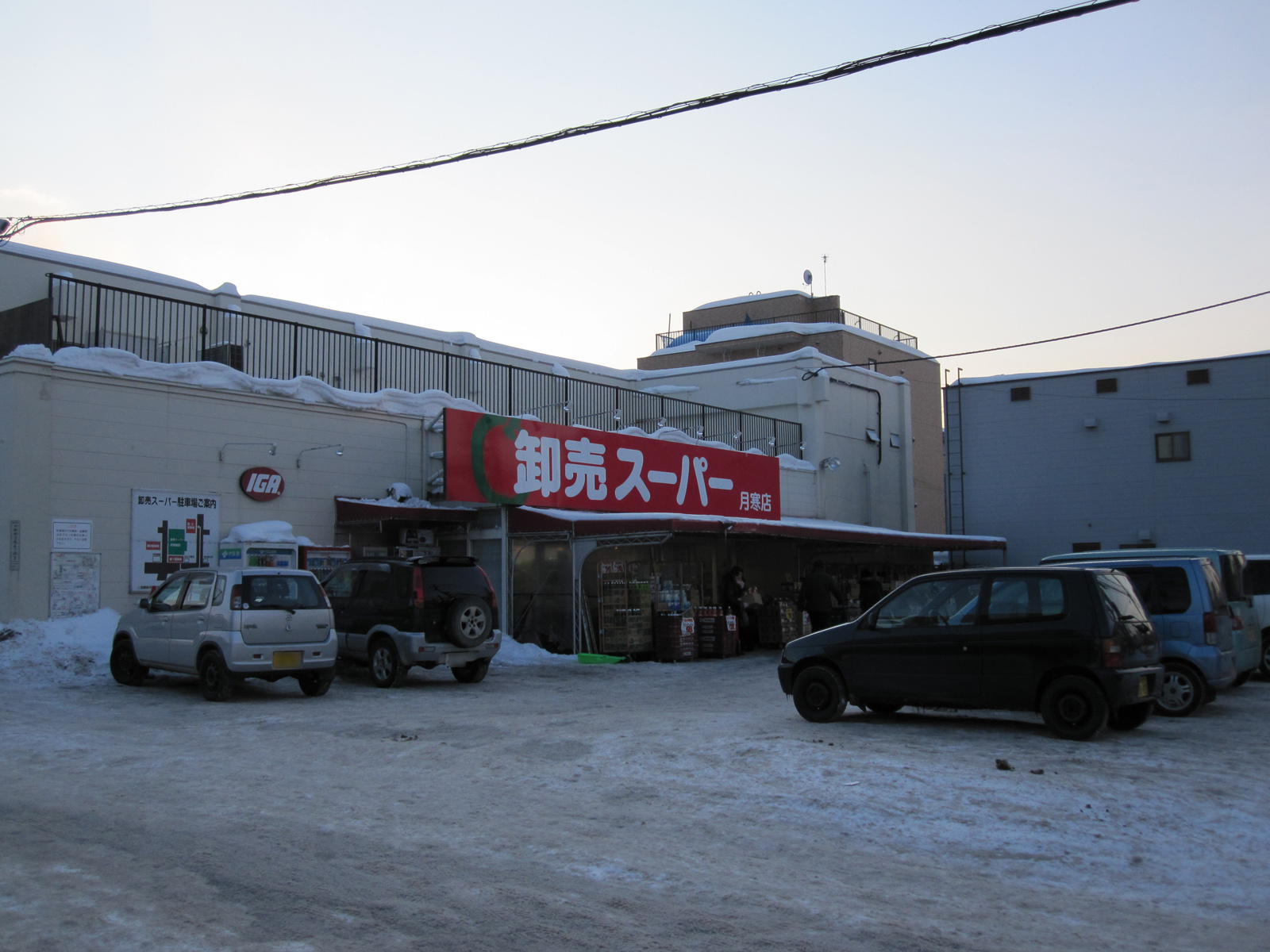
旧卸売スーパー月寒店（2012年1月）
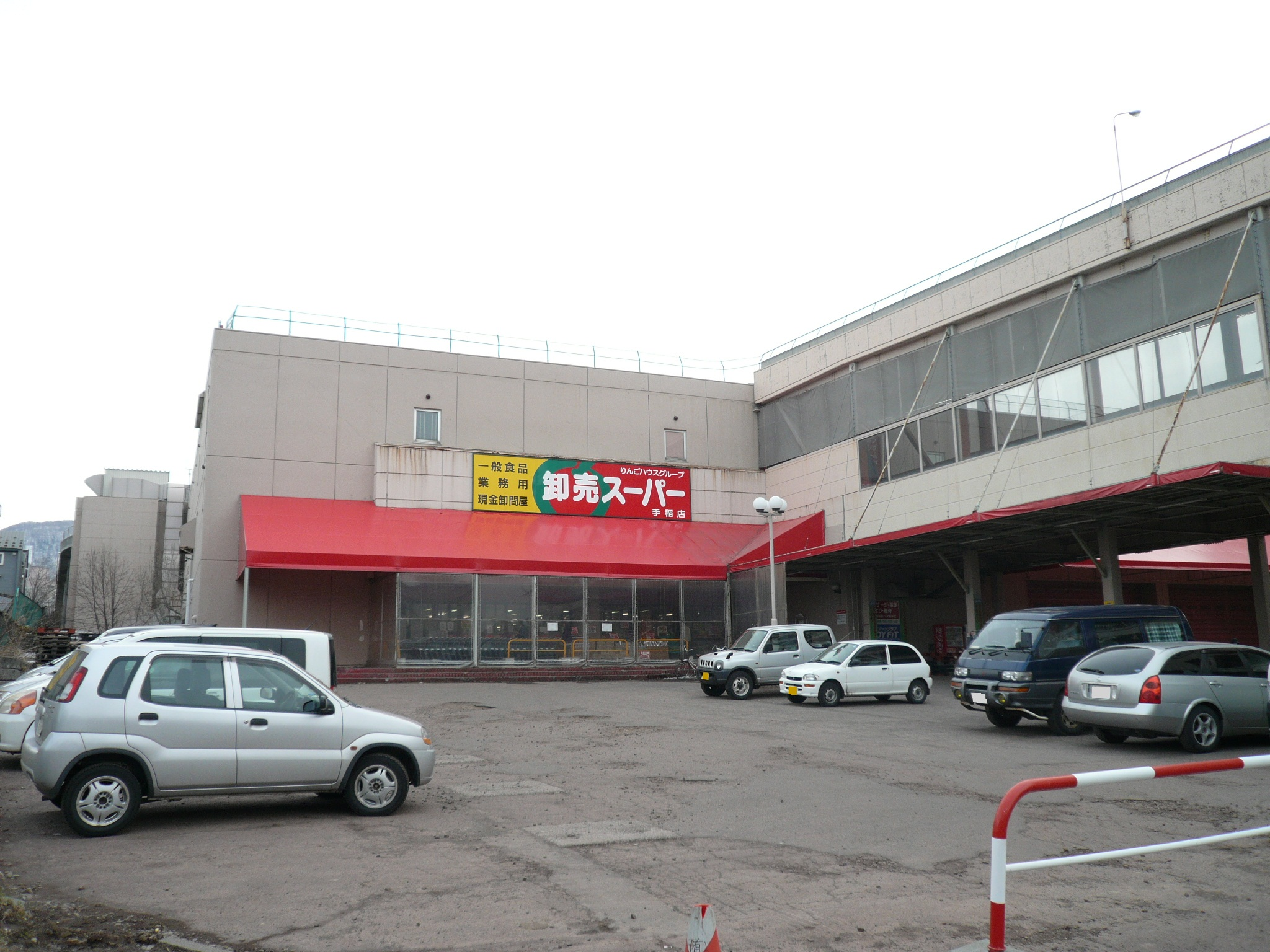
旧卸売スーパー手稲店（2012年4月）
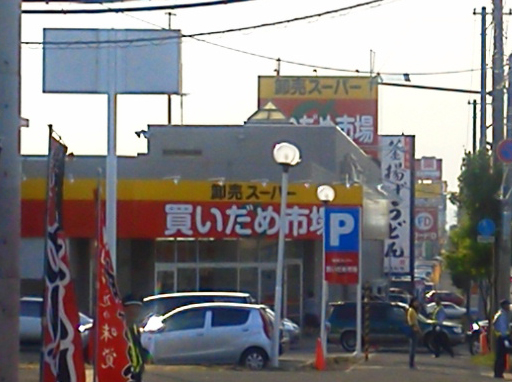
美しが丘店（2011年7月）